# اچ‌ام‌اس تریبون (ان۷۶)
اچ‌ام‌اس تریبون (ان۷۶) (به انگلیسی: HMS Tribune (N76)) یک زیردریایی بود که طول آن ۲۷۵ فوت (۸۴ متر) بود. این زیردریایی در سال ۱۹۳۸ ساخته شد.